# Ballet Municipal de Lima
El Ballet Municipal de Lima es la compañía de ballet del Teatro Municipal de Lima fundada el 29 de marzo de 1983 por la maestra Lucy Telge Luna de Linder con el apoyo del alcalde Eduardo Orrego Villacorta.
Antes de la fundación de la compañía, el Teatro Municipal contó con la participación de bailarines como la reconocida Anna Pávlova, quien sirvió de inspiración a sir Frederick Ashton en una presentación en este mismo teatro. El ballet ha contado con la presencia de bailarines como Fernando Bujones o Rosario Suárez. Entre las grandes producciones puestas en escena por la compañía están El lago de los cisnes, Giselle, La Fille mal gardée, El Cascanueces, La Perricholi o "La bayadera". Adicionalmente, han sido estrenados ballets de Renato Zanella.

## Estudio de ballet
El Ballet Municipal cuenta con dos academias de danza en Lima, "Estudio de Ballet Lucy Telge", en que dirigió por más de 40 años con varias producciones escénicas, con la sede principal en Jesús María y la otra en Camacho. Se educan niñas y niños desde los 3 años en adelante, cuya formación es progresiva en base al cumplimiento de "Grados", etapas anuales por las que pasa el bailarín antes de graduarse. El desempeño y crecimiento de los bailarines es evaluado cada año por el Royal Academy of Dance: un jurado evalúa el rendimiento de los alumnos de acuerdo al Grado, y como resultado se puede obtener la condición de aprobado, aprobado con mérito, aprobado con distinción y desaprobado, aunque basta con la condición de aprobado para pasar al siguiente Grado. Para obtener el certificado de bailarín, por lo general, los alumnos deben empezar sus estudios desde el Grado base, aun así, existen programas para alumnos jóvenes y adultos.
Todos los bailarines del Estudio de Ballet tienen la oportunidad de participar en las obras presentadas por el Ballet Municipal, así como otras zonas de la capital por medio de la iniciativa Ballet en los conos desde 2005. Los roles se otorgan de acuerdo al grado al que pertenece el bailarín, ya que van de la mano con la dificultad de los personajes. Los roles principales son generalmente para los primeros bailarines del Ballet, en su mayoría, exalumnos que ya obtuvieron el certificado y ahora se desempeñan como bailarines profesionales.